# Messerschmitt Me 408
Die Messerschmitt Me 408 Rotor-Jet war der Entwurf eines Wandelflugzeugs des deutschen Herstellers Messerschmitt AG aus den 1960er-Jahren. Die Umsetzung des Projekts führte lediglich zur Demonstration von Modellen auf Luftfahrtschauen.

## Geschichte
Hintergrund der Entwicklung der Me 408 war der in den 1960er-Jahren als vordringlich angesehene Bedarf an Zubringerflugzeugen, welche die außerhalb der Städte liegenden großen Flughäfen mit kleinen Stadtflughäfen verbinden sollten. Beispiele waren die Hubschrauberlinie vom Heliport in Duisburg, die von der Sabena bedient wurde und die Verbindung der New York Airways zwischen dem PANAM-Gebäude in New York und dem Flughafen John F. Kennedy International Airport. Nachteilig beim Einsatz von Hubschraubern waren vor allem die hohe Lärmentwicklung und der hohe Treibstoffverbrauch im Vergleich zu Flächenflugzeugen.
Eine Alternative stellen Wandelflugzeuge (auch Verwandlungshubschrauber genannt) dar, mit denen sich Messerschmitt Mitte der 1960er-Jahre beschäftigte. Im Oktober 1967 legte das Unternehmen einen ersten Projektentwurf vor. Über mehrere Jahre wurden anschließend Messungen im Windkanal durchgeführt, faltbare Rotoren gebaut und im Stand erprobt sowie kombinierte Steuersysteme entworfen. Besonders eingehend untersuchte man rechnerisch die Beherrschbarkeit der Transitionsphasen zwischen Vertikal- und Horizontalflug. Weiterhin wurden theoretische Untersuchungen zur Flugmechanik und -dynamik in den MBB-Hubschrauberabteilungen durchgeführt.
Zu einer echten Entwicklungsphase des Rotor-Jets kam es nicht mehr, da Ende der 1960er-Jahre erkannt wurde, dass die Entwicklung von VTOL-Flugzeugen sehr hohe Kosten verursacht und auch die Betriebskosten eines derartigen Geräts gegenüber denen von reinen Hubschraubern nicht konkurrenzfähig sind.
Auf der Seite der Popular Rotorcraft Association wird die Zeichnung einer Variante Me 508 gezeigt, für die jedoch keine weitere Literatur verfügbar ist.

## Konstruktion
Die Me 408 war als sechs- bis siebensitziges Reiseflugzeug ausgelegt mit faltbaren Rotoren für Start und Landung, die sich an den Enden einer geraden Rechtecktragfläche befanden. Bei Reisefluggeschwindigkeit sollten die Rotoren nach hinten (in Flugrichtung) gefaltet und in den Gondeln am Flügelende teilversenkt werden.
In der ersten Entwicklungsstufe von 1966/67 waren zwei Wellenturbinen auf beiden Seiten des Hecks in Rumpfverkleidungen eingebaut. Das große Vortriebsgebläse (Fan) war zentral im Heck angeordnet und sollte mechanisch über Getriebe und Fernwellen angetrieben werden. Auch die Rotoren waren mit dem Turbinenabtrieb verbunden, der zuerst die Leistung an ein zentrales Verteilergetriebe und dann nach hinten an den Fan, bzw. nach vorne an ein Kegelradgetriebe weiterleitete, das eine durchgehende, beide Rotoren verbindende Fernwelle antreiben sollte. So war sichergestellt, dass auch bei Ausfall eines Triebwerks keine asymmetrische Beaufschlagung der Rotoren erfolgte.
Bei der zweiten Projektvariante von 1968 sollten sich zwei Fans jeweils unter den Triebwerken befinden, wobei die Gebläse von den Heißgasen des Gasgenerators angetrieben werden sollten. Dieses Konzept war im Hinblick auf die mechanischen Anforderungen gegenüber der ersten Lösung sehr viel einfacher ausgelegt. In beiden Varianten sollten die 6 m spannenden Hubrotoren nach dem Zusammenfalten in einer Verkleidung am Flügelende teilverstaut werden. Ein Drehmomentausgleich war nicht vorgesehen, da die Schlag- und Schwenkgelenklosen Rotoren sich gegenläufig drehen sollten.
In beiden Ausführungen waren T58-Wellenturbinen als Gasgeneratoren vorgesehen. Bei der zweiten Ausführung konnten diese wahlweise zum Antrieb der Arbeitsturbinen der Rotoren und nach Umschalten durch entsprechende Klappen in der Gasleitung zum Antrieb der sogenannten Tip-Turbinen der Vortriebsgebläse eingesetzt werden. Auch hier sollten die beiden Rotoren durch eine im Flügel durchgehende Welle verbunden werden. Auf der Luftfahrtschau Hannover 1968 wurde ein Modell dieser Ausführung gezeigt, wobei das Antriebskonzept eine weitgehende Übereinstimmung mit dem des ebenfalls gezeigten Transporterprojekts Me P 2020 aufwies.

## Technische Daten
| Kenngröße                     | Daten                                                                                 |
| ----------------------------- | ------------------------------------------------------------------------------------- |
| Besatzung                     | 2                                                                                     |
| Passagiere                    | 6–8                                                                                   |
| maximale Steiggeschwindigkeit | 20,5 m/s                                                                              |
| max. Startmasse               | 5000 kg                                                                               |
| Reisegeschwindigkeit          | 750 km/h in 9000 m                                                                    |
| Reichweite                    | 1700 km mit 720 kg Nutzlast                                                           |
| Triebwerke                    | zwei Wellenturbinen General Electric T58 mit je 1.360 kW (ca. 1.850 PS) Startleistung |